# Hanyang 88
Le Type 88, parfois connu sous les noms de Hanyang 88 (漢陽八八式步槍) et Hanyang Zao (« fabriqué à Hanyang »), est un fusil à verrou de fabrication chinoise, basé sur le Gewehr 88 allemand. Il est adopté par la dynastie Qing vers la fin du 19e siècle et devient le fusil chinois standard, utilisé par plusieurs factions et cliques, jusqu'à la fin de la guerre civile chinoise.
Le nom du fusil est dérivé de l'arsenal de Hanyang, la principale manufacture ayant produit ce fusil.
Le fusil devait être remplacé en tant que standard de l'armée chinoise par le fusil Tchang Kaï-chek. Cependant, la fabrication du nouveau fusil n'a jamais réussi à répondre à la demande, et le Type 88 a continué à être fabriqué et à équiper l'Armée nationale révolutionnaire pendant la seconde guerre sino-japonaise.

## Histoire

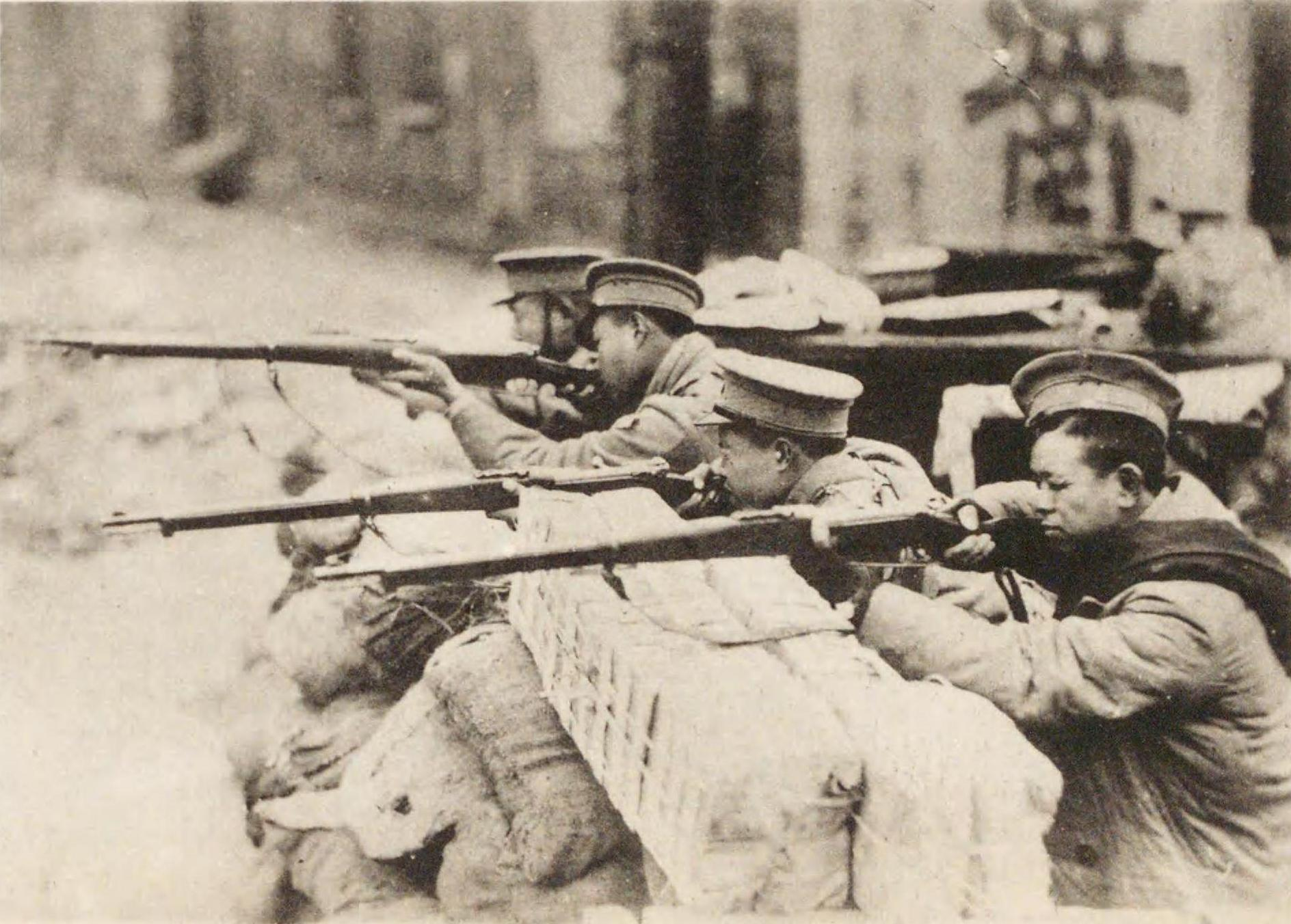
La police militaire chinoise armée de fusils Hanyang 88 participant aux combats de rue durant la guerre de Shanghai en 1932.

Cette arme à feu est un fusil directement calqué sur le Gewehr 88 allemand et est premièrement utilisée par les Nouvelles Armées de la dynastie Qing. Depuis le début de la production en 1895, le Type 88 est modifié deux fois pour améliorer ses performances en 1904 et en 1930. Il est l'un des fusils de combat standard utilisés par l'Armée nationale révolutionnaire depuis sa fondation en 1925 jusqu'à la fin des années 1940, après la Seconde Guerre mondiale.
Les forces japonaises en Chine capturent de grandes quantités de Hanyang 88 et les distribuent aux unités de deuxième ligne et aux troupes chinoises collaborationnistes. Il est également utilisé par les communistes chinois, non seulement pendant la même période, mais aussi pendant la guerre de Corée. Certains auraient aussi été fournis au Việt Minh.
La production du fusil cesse en 1944, 1,1 million de fusils ayant été produits. Initialement fabriqué à l'arsenal de Hanyang, la production est transférée au 21e arsenal de Chongqing après la chute de Wuhan aux mains des forces japonaises en 1938. La production s'arrête lorsque le fusil Tchang Kaï-chek est produit à la place à partir de 1944.
Lorsque les fusils sont utilisés par l'Armée populaire de libération, ils sont soit utilisés par les forces de milice, soit utilisés comme fusils d'entraînement.

## Conception
Le Hanyang 88 est essentiellement une copie du Gewehr 88, avec quelques différences mineures, notamment l'absence du carénage du canon (en), et une extension pour baïonnette. C'est un fusil à verrou qui s'arme à l'ouverture, et son chargeur de style Mannlicher peut contenir 5 cartouches Mauser 7,92 × 57 mm. Le chargeur est inséré à l'aide d'un clip en bloc à 5 coups. Lorsque le dernier coup est chambré, le clip tombe du chargeur via un trou dans le bas. Il peut également être équipé d'une baïonnette.
Le principal avantage de ce type de mécanisme de chargement est qu'il permet à l'utilisateur de recharger très rapidement. Les inconvénients, cependant, est que le trou dans le magasin peut permettre à la saleté de pénétrer, causant ainsi des problèmes de fiabilité.
En 1904, la conception du fusil est modifiée pour supprimer le carénage du canon et ajouter davantage de bois placé sur le dessus pour protéger les mains du tireur contre les brûlures. D'autres changements comprennent la hausse basée sur le Kar98.
Bien que les clips en bloc à 5 coups du Hanyang 88 peuvent accepter les nouvelles cartouches, la conversion en masse pour accepter les balles spitzer, bien qu'elle ait été prévue, n'a pas eu lieu.
Le Hanyang 88 a également une variante en carabine, qui est plus courte et plus légère, mais avec une précision et une portée inférieures, de la même manière que la carabine Gewehr 1891 et sa variante de fusil court.

### Capacité

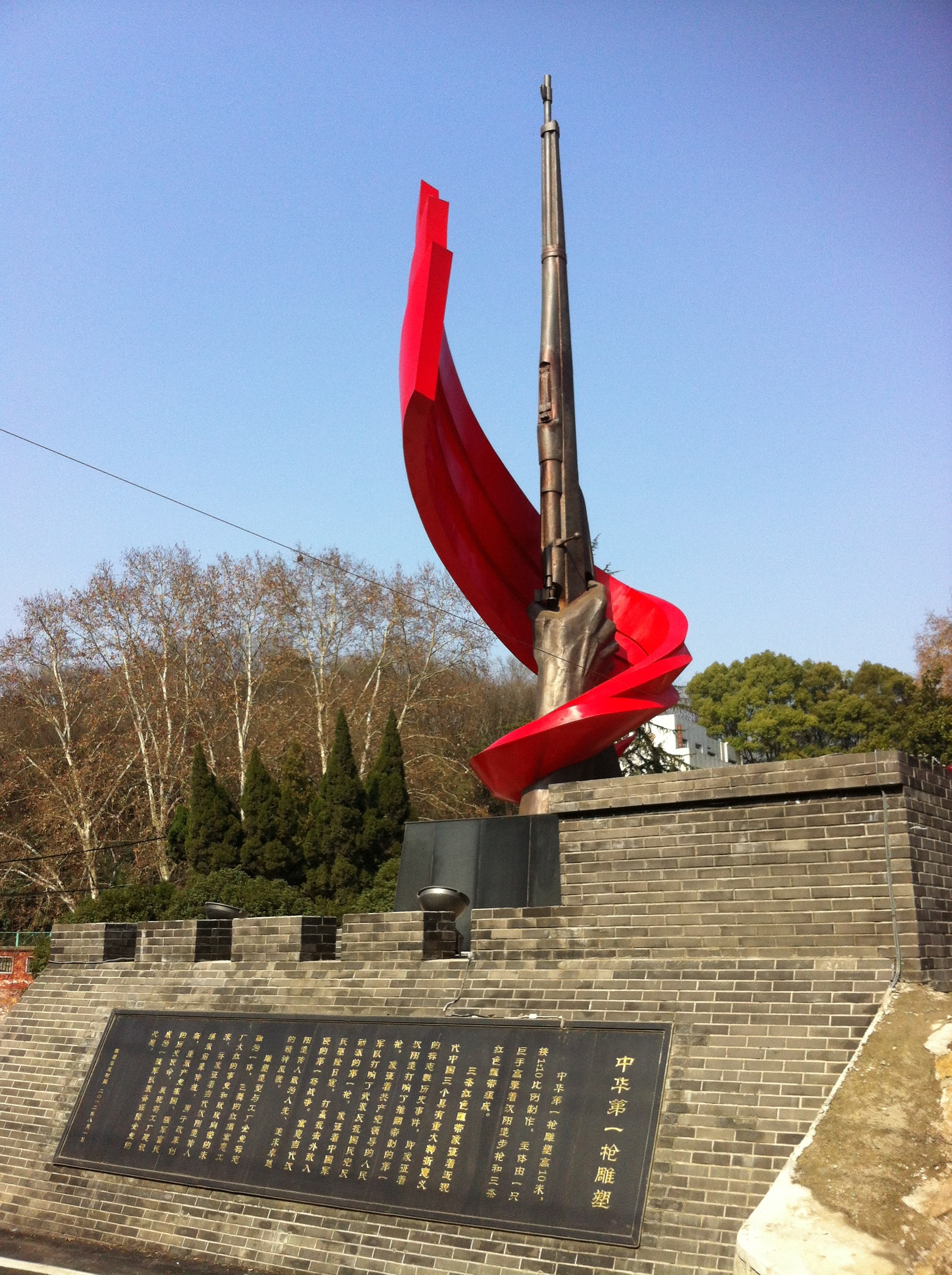
Monument au Hanyang 88.

Le Hanyang 88 est à l'origine chambré pour la cartouche allemande 7,92 × 57 mm I au bout arrondi. Pendant la Première Guerre mondiale, cette cartouche est déjà devenue obsolète. Néanmoins, c'est le fusil le plus utilisé par l'Armée nationale révolutionnaire chinoise dans ses combats avec les Japonais pendant la seconde guerre sino-japonaise.

## Utilisateurs
- Chine
  -  Dynastie Qing : Connu pour être utilisé dans la révolte des Boxers[3].
  -   République de Chine : Utilisé par divers seigneurs de la guerre et l'Armée nationale révolutionnaire[3],[13].
  -  Chine: Utilisé par l'Armée populaire de libération avant leur suppression progressive[14].
- Empire du Japon : Certains utilisés par les unités de deuxième ligne[3].
  - Certains Hanyang 88 utilisés par les forces de l'armée collaborationniste chinoise[6].
- Mandchoukouo : Utilisé par les unités de deuxième ligne de l'armée impériale du Mandchoukouo[15].
- Viêt Nam du Nord : Certains fournis secrètement aux forces Việt Minh[8].

## Le fusil Hanyang 88 dans leCinéma chinois
A l'image du Fusil Tchang Kaï-chek, le Hanyang 88 apparait dans de nombreux films réalisés ou tournés en Chine (voire à Hong-Kong traitant de la Révolution chinoise de 1911, de la Guerre civile chinoise ou de la Seconde guerre sino-japonaise. Il arme ainsi les soldats ou révolutionnaire chinois dans  Le Détachement féminin rouge (1961), Le Dernier Empereur (1987), City of Life and Death (2009) ou 1911 (2011) selon le site IMFB.